# Aspang-Markt
Aspang-Markt osztrák mezőváros Alsó-Ausztria Neunkircheni járásában. 2019 januárjában 1783 lakosa volt. 

## Elhelyezkedése

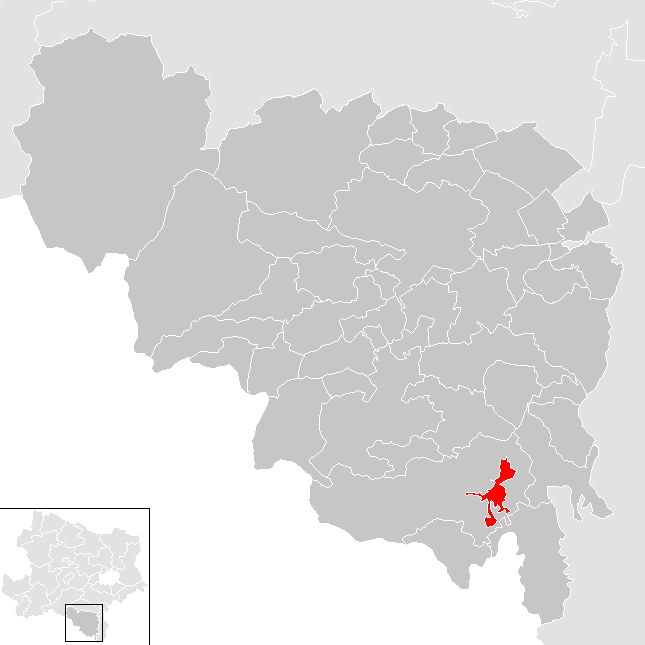
Aspang-Markt a Neunkircheni járásban

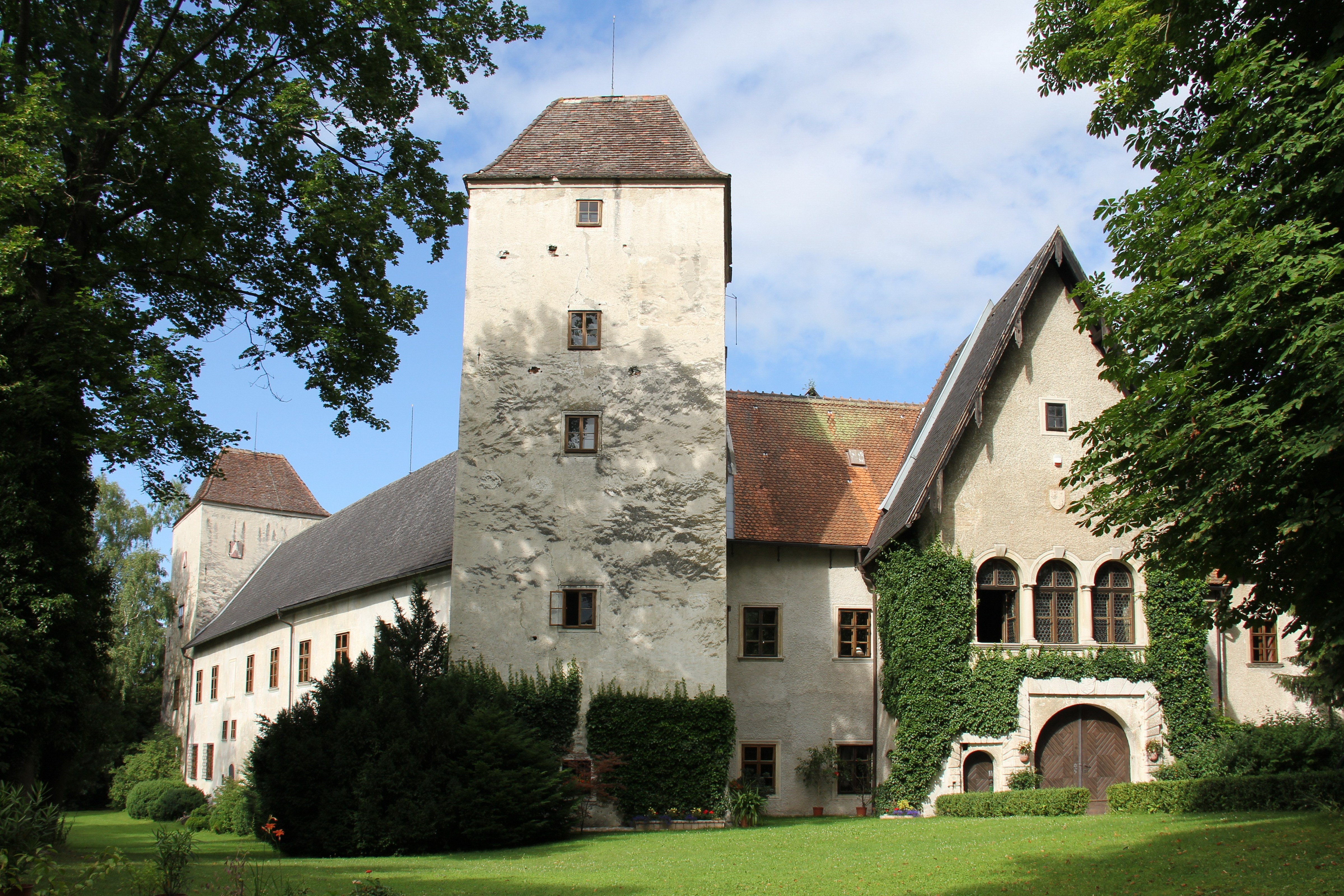
Az aspangi kastély

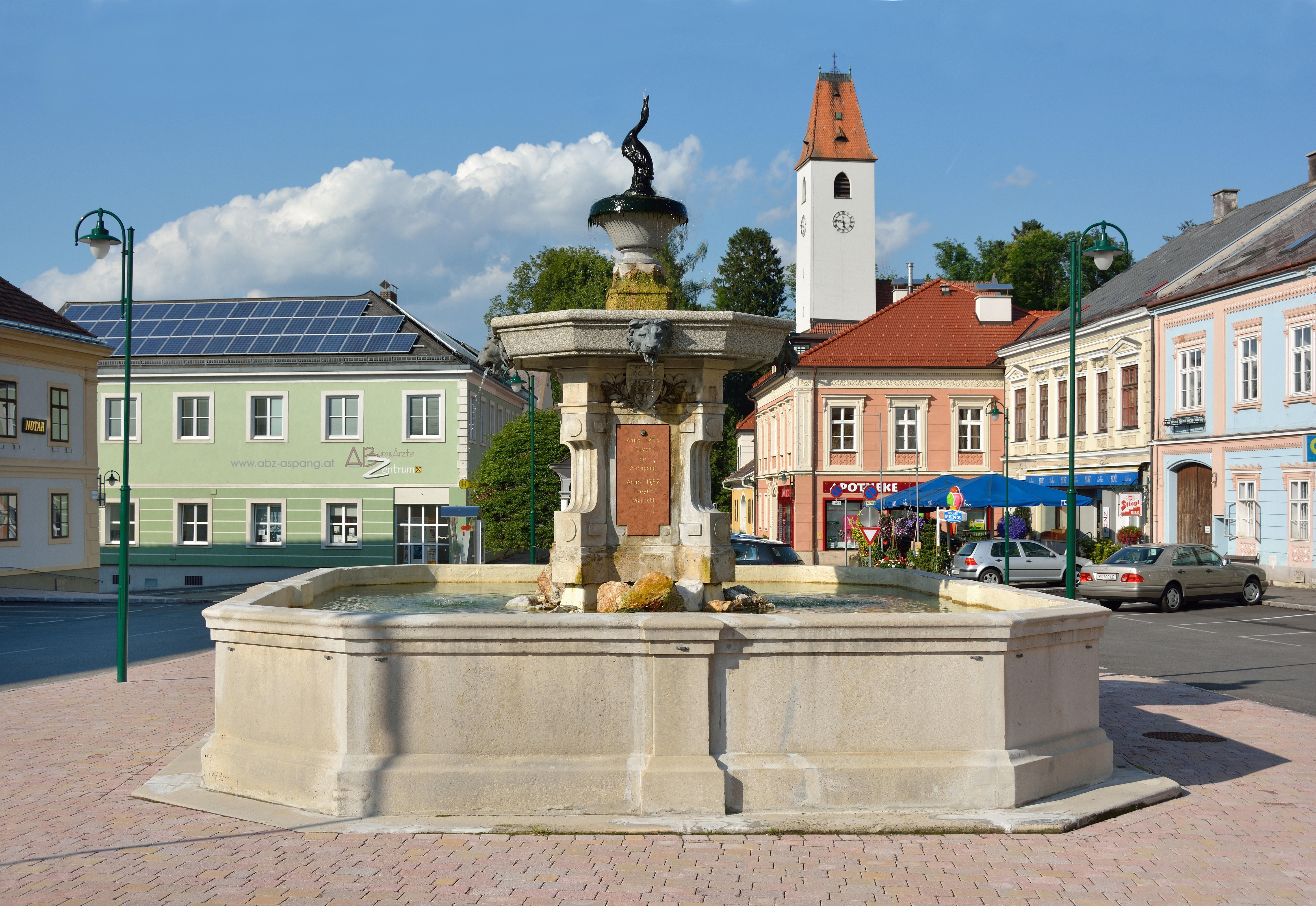
A főtér szökőkútja, háttérben a Szt. Flórián-templom tornya

Aspang-Markt Alsó-Ausztria Industrieviertel régiójában fekszik a Wechsel-hegység keleti lábainál, a Großer Pestingbach és a Kohlgrabenbach folyók mentén. Az önkormányzat 3 településrészt, illetve falut egyesít: Aspang Markt, Ausschlag-Zöbern és Unteraspang.  
Aspang-Marktot teljes egészében Aspangberg-Sankt Peter veszi körbe, annak enklávéja. 

## Története
A történészek feltételezése szerint a mai városrészek közül először Unteraspang jött létre, de a két folyó gyakori árvizei miatt a lakosság egy része magasabbra, a mai Aspang központjába költözött át. A település első említése 1220-ból származik, 1308-ban pedig mezővárosi jogokat kapott, amelyet 1527-ben megerősítettek. A város és a vár sokáig hercegi birtok volt, míg Szép Frigyes oda nem adományozta Niclas von Thernbergnek. A későbbiekben volt a Puchheimek, Pottendorfok, Pernsteinek, Königsbergek kezében, míg végül a Pergen családhoz jutott, amely a feudális birtokrendszer felbomlása után is 1902-ig birtokolta a kastélyt.
1809-ben a megszálló francia csapatok rekvirálása és fosztogatása elszegényítette a lakosságot. 1881-re megépült az Aspangot Béccsel összekötő vasútvonal és a kisváros gazdasági élete, valamint idegenforgalma fejlődésnek indult. A második világháborúban a vasút bombázása emberéleteket is követelt. A háború után a megszálló szovjetek elkobozták a kastélyt, mint német tulajdont, majd 1955 után a tartományi kormányzat vette át, majd szolgáltatta vissza jogos tulajdonosának. 

## Lakosság
Az Aspang-Markt-i önkormányzat területén 2019 januárjában 1783 fő élt. A lakosságszám 1951-ben érte el a csúcspontját 2517 fővel, azóta csökkenő tendenciát mutat. 2017-ben a helybeliek 96,6%-a volt osztrák állampolgár; a külföldiek közül 0,2% a régi (2004 előtti), 1,8% az új EU-tagállamokból érkezett. 0,3% a volt Jugoszlávia (Szlovénia és Horvátország nélkül) vagy Törökország, 1,2% egyéb országok polgára volt. 2001-ben a lakosok 90,7%-a római katolikusnak, 2,6% evangélikusnak, 1% mohamedánnak, 2,4% pedig felekezeten kívülinek vallotta magát. Ugyanekkor 11 magyar élt a mezővárosban. 
A lakosság számának változása:

| 2016 | 1 805 |
| 2018 | 1 816 |

## Látnivalók

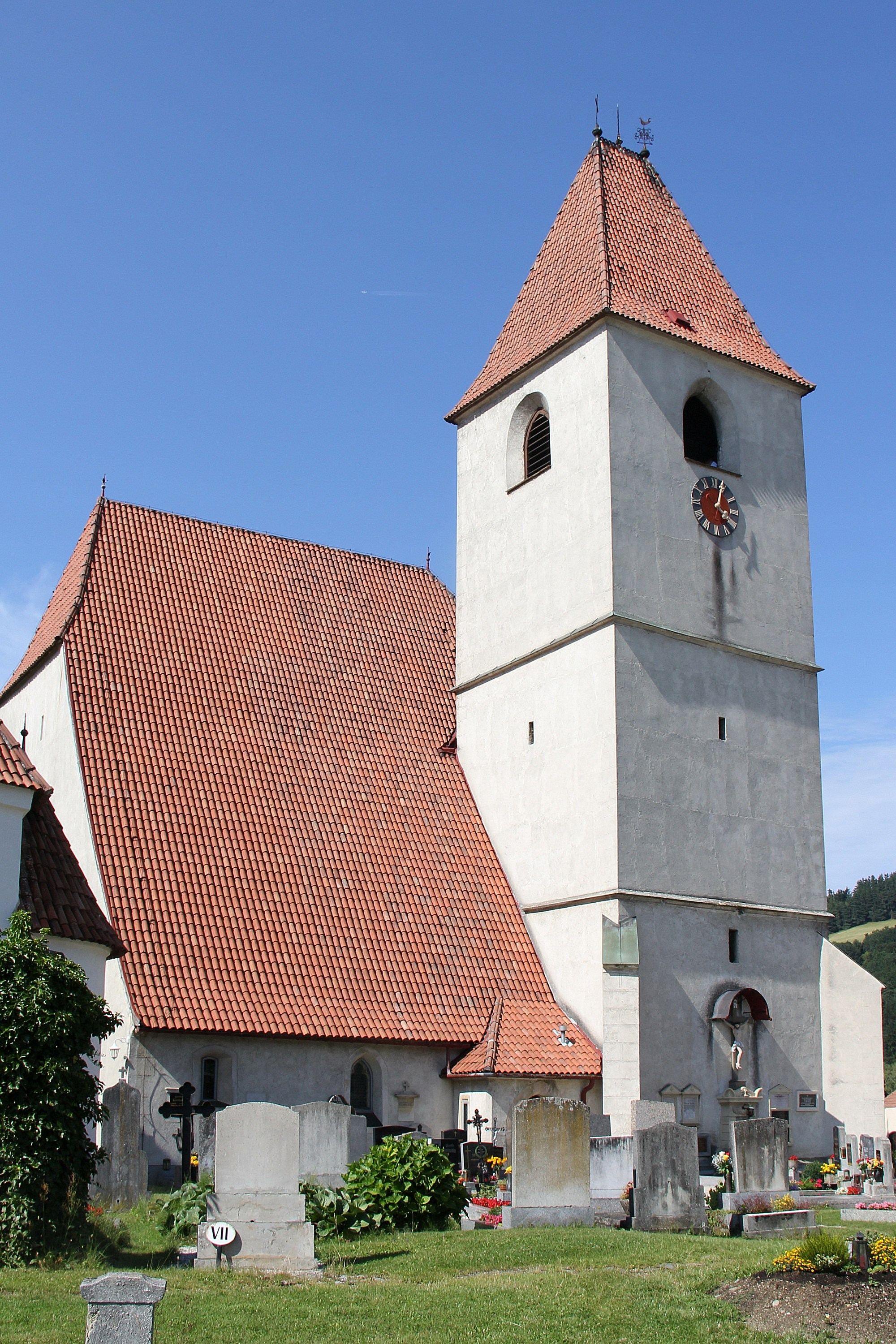
Az unteraspangi Keresztelő Szt. János-templom

- az aspangi kastélyt a 12. században alapították, a 16. és 19. században átépítették
- az oberaspangi Szt. Flórián-plébániatemplom
- az unteraspangi Keresztelő Szt. János-plébániatemplom
- az óváros 18. századi polgárházai
- az automobilmúzeum

## Híres aspangiak
- Herbert Feurer (1954-) válogatott labdarúgó,

## Fordítás
- Ez a szócikk részben vagy egészben  az   Aspang-Markt című német Wikipédia-szócikk ezen változatának fordításán alapul.  Az eredeti cikk szerkesztőit annak laptörténete sorolja fel. Ez a jelzés csupán a megfogalmazás eredetét és a szerzői jogokat jelzi, nem szolgál a cikkben szereplő információk forrásmegjelöléseként.